# Maison des étangs
La Maison des étangs est un écomusée sur la Sologne situé à Saint-Viâtre dans le département de Loir-et-Cher, en France.